# FTSE4Good
La série d'indices FTSE4Good a été conçue pour identifier les sociétés qui œuvrent en faveur de l'environnement, s'attachent à développer le dialogue avec leurs parties prenantes et soutiennent les principes universels des droits de l'homme.